# Parlamentswahlen in Italien 1979
- DP: 6
- PCI: 201
- PSI: 62
- PR: 18
- PSDI: 20
- Sonst.: 1
- PRI: 16
- UV: 1
- SVP: 4
- DC: 262
- PLI: 9
- MSI: 30

Die Parlamentswahlen von 1979 fanden am 3. und 4. Juni 1979 statt. Sie waren die neunten nach dem Ende des Zweiten Weltkriegs und der Einführung des allgemeinen Männer- und Frauenwahlrechts.

## Ergebnisse

### Camera dei deputati
| Listen                   | Listen                                        | Stimmen    | %    | Mandate |
| ------------------------ | --------------------------------------------- | ---------- | ---- | ------- |
|                          | Democrazia Cristiana                          | 14.046.290 | 38,3 | 262     |
|                          | Partito Comunista Italiano                    | 11.139.231 | 30,4 | 201     |
|                          | Partito Socialista Italiano                   | 3.596.802  | 9,8  | 62      |
|                          | Movimento Sociale Italiano – Destra Nazionale | 1.930.639  | 5,3  | 30      |
|                          | Partito Socialista Democratico Italiano       | 1.407.535  | 3,8  | 20      |
|                          | Partito Radicale                              | 1.264.870  | 3,4  | 18      |
|                          | Partito Repubblicano Italiano                 | 1.110.209  | 3,0  | 16      |
|                          | Partito Liberale Italiano                     | 712.646    | 1,9  | 9       |
|                          | Partito di Unità Proletaria per il Comunismo  | 502.247    | 1,4  | 6       |
|                          | Nuova Sinistra Unita                          | 294.462    | 0,8  | –       |
|                          | Costituente di Destra – Democrazia Nazionale  | 229.205    | 0,6  | –       |
|                          | Südtiroler Volkspartei                        | 204.899    | 0,6  | 4       |
|                          | Associazione per Trieste                      | 65.505     | 0,2  | 1       |
|                          | Movimento Friuli                              | 35.254     | 0,1  | –       |
|                          | UV – DP – PLI                                 | 33.250     | 0,1  | 1       |
|                          | Sonstige                                      | 98.264     | 0,3  | –       |
| Gesamt                   | Gesamt                                        | 36.671.308 | 100  | 630     |
|                          |                                               |            |      |         |
| Ungültige Stimmen        | Ungültige Stimmen                             | 1.571.610  | 4,1  |         |
| Wähler                   | Wähler                                        | 38.242.918 | 90,6 |         |
| Wahlberechtigte          | Wahlberechtigte                               | 42.203.354 |      |         |
|                          |                                               |            |      |         |
| Quelle: Innenministerium |                                               |            |      |         |

### Senato della Repubblica
| Listen                   | Listen                                        | Stimmen    | %    | Mandate |
| ------------------------ | --------------------------------------------- | ---------- | ---- | ------- |
|                          | Democrazia Cristiana                          | 12.010.716 | 38,3 | 138     |
|                          | Partito Comunista Italiano                    | 9.855.951  | 31,5 | 109     |
|                          | Partito Socialista Italiano                   | 3.252.410  | 10,4 | 32      |
|                          | Movimento Sociale Italiano – Destra Nazionale | 1.780.950  | 5,7  | 13      |
|                          | Partito Socialista Democratico Italiano       | 1.320.729  | 4,2  | 9       |
|                          | Partito Repubblicano Italiano                 | 1.053.251  | 3,4  | 6       |
|                          | Partito Liberale Italiano                     | 691.718    | 2,2  | 2       |
|                          | Partito Radicale                              | 413.444    | 1,3  | 2       |
|                          | Partito Radicale – Nuova Sinistra Unita       | 365.954    | 1,2  | –       |
|                          | Costituente di Destra – Democrazia Nazionale  | 176.966    | 0,6  | –       |
|                          | Südtiroler Volkspartei                        | 172.582    | 0,6  | 3       |
|                          | Associazione per Trieste                      | 61.911     | 0,2  | –       |
|                          | Nuova Sinistra Unita                          | 44.094     | 0,1  | –       |
|                          | UV – DP – PLI                                 | 37.082     | 0,1  | 1       |
|                          | Movimento Friuli                              | 31.490     | 0,1  | –       |
|                          | Sonstige                                      | 61.547     | 0,2  | –       |
| Gesamt                   | Gesamt                                        | 31.330.795 | 100  | 315     |
|                          |                                               |            |      |         |
| Ungültige Stimmen        | Ungültige Stimmen                             | 1.645.509  | 5,0  |         |
| Wähler                   | Wähler                                        | 32.976.304 | 90,7 |         |
| Wahlberechtigte          | Wahlberechtigte                               | 36.362.037 |      |         |
|                          |                                               |            |      |         |
| Quelle: Innenministerium |                                               |            |      |         |